# ألفرد كيد
ألفرد كيد (بالإنجليزية: Alfred Kidd)‏ هو سياسي نيوزلندي، ولد في 1851 في المملكة المتحدة، وتوفي في 1917 في أوكلاند في نيوزيلندا. حزبياً، نشط في الحزب الليبيرالي النيوزيلندي. وقد انتخب عضو مجلس النواب النيوزيلندي.